# Eisenach

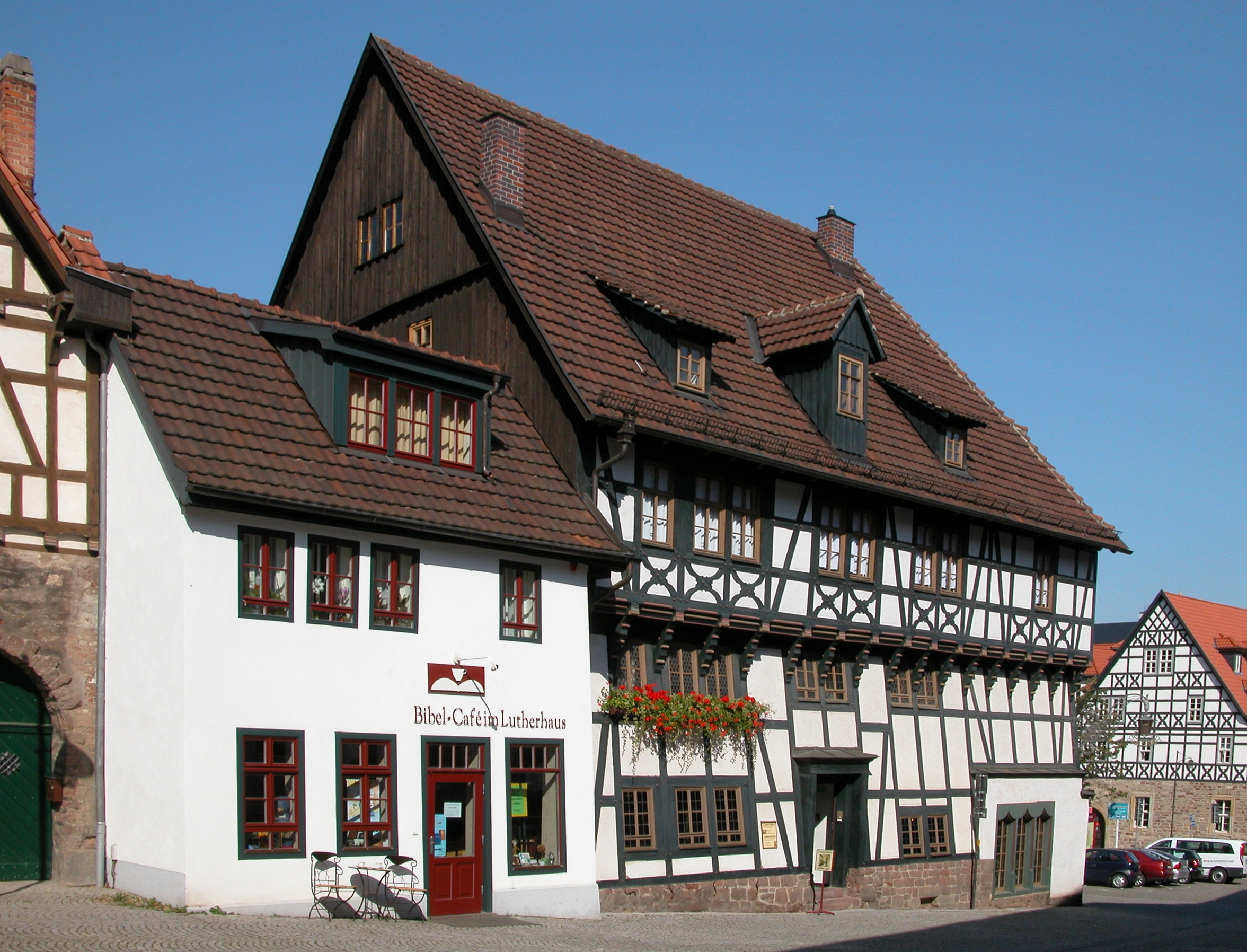
Het Lutherhuis

Eisenach is een kreisfreie Stadt in het westen van de Duitse deelstaat Thüringen met  43.626 inwoners (31 december 2020). Bestuurlijk heeft Eisenach de status van kreisfreie Stadt. De stad is bekend als geboorteplaats van Johann Sebastian Bach, als woonplaats van Maarten Luther en als vestigingsplaats van auto-industrie. De geschiedenis van Eisenach is verbonden met de Wartburg, die ouder is dan de stad zelf.

## Geschiedenis
De Wartburg werd in 1080 voor het eerst genoemd en zou volgens de sage in 1067 zijn gebouwd. Uit de nederzettingen die bij de burcht ontstonden, kwam de stad Eisenach voort, die in 1190 de status van civitas had.
Verscheidene legendarische gebeurtenissen vonden op Wartburg plaats, het bekendste is de Sängerkrieg auf der Wartburg. Ook de heilig verklaarde Elisabeth van Thüringen heeft hier gewoond.
Eisenach was de plaats waar Maarten Luther zijn jeugd doorbracht, hoewel hij er niet geboren was. In 1521 zat hij, aansluitend aan de Rijksdag, een jaar ondergedoken in de Wartburg, waar hij het Nieuwe Testament vanuit het Grieks in het Duits vertaalde. Eisenach is eveneens beroemd als geboorteplaats van Johann Sebastian Bach. Zijn oom Johann Christoph was organist van de Georgenkirche. Deze kerk bezat een orgel van Georg Christoph Stertzing, dat op het moment van oplevering in 1707 het grootste orgel van Thüringen en Saksen was. De Georgenkirche bezit een Schuke-orgel. Christian Stötzner is als cantor en organist aan de kerk verbonden. Het Nederlandse organistenechtpaar Henco de Berg en Jolanda Zwoferink (Bach-Silbermann-specialiste) spelen vanaf 2009 jaarlijks in de zomerse orgelweken. Zij zijn in de stad Eisenach in het huwelijk getreden.
In 1817 vond aan de Wartburg een grote bijeenkomst plaats van studenten die de staatkundige eenheid van Duitsland eisten, het zogeheten Wartburgfest. Eisenach is tot op de dag van vandaag een belangrijke plek voor Duits-nationale studentenverenigingen, de Burschenschaften. 
Bekend is ook schrijver en dichter Fritz Reuter (1810-1874), in wiens villa nu het Reuter-Wagner-Museum is gevestigd, dat onder meer een grote collectie rond componist Richard Wagner herbergt.
De Sozialdemokratische Arbeiterpartei, een voorloper van de SPD,
werd in 1869 in Eisenach opgericht.

## Auto-industrie
In 1896 werd de Fahrzeugfabrik Eisenach opgericht, die vanaf 1899 auto's produceerde onder de naam Wartburg en in 1928 door BMW werd overgenomen. In de DDR-tijd werden er door de VEB Automobilwerk Eisenach opnieuw Wartburgs geproduceerd. Sinds de Wende zet Opel in een nieuwe fabriek de traditie voort, terwijl BMW elders in de stad onderdelen en dieselmotoren vervaardigt.

## Bestuurlijke indeling

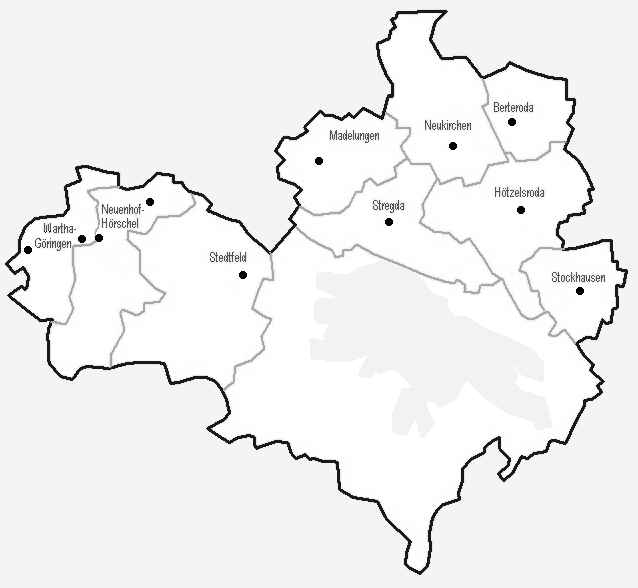
Ligging der stadsdelen van Eisenach

Eisenach bestaat behalve uit de kernstad Eisenach uit elf stadsdelen: Berteroda, Hötzelsroda, Madelungen, Neukirchen, Stockhausen, Stregda, Stedtfeld, Neuenhof, Hörschel, Wartha en Göringen.

## Stadsbeeld
De Wartburg is de beroemdste bezienswaardigheid van Eisenach. Het kasteel kreeg in de 19de eeuw onder groothertog Karel Alexander zijn huidige gedaante en staat sinds 1999 op de Werelderfgoedlijst.
De Altstadt bevindt zich tussen de Wartburg en de rivier de Hörsel. Aan de Markt staan het barokke Stadtschloss uit 1742, dat het Thüringer Museum huisvest, en het van oorsprong laatgotische raadhuis (1508). Het gebouw diende aanvankelijk als wijnkelder en is sinds 1596 raadhuis. Aan de markt staat bovendien de Georgenkirche, waar Luther preekte en waar Bach werd gedoopt. De kerk dateert uit de 12de eeuw, maar vertoont sporen van allerlei stijlperioden en heeft onder meer een neobarokke toren.
In Eisenach bevinden zich zowel een Bachhuis als een Lutherhuis. Het Bachhaus, dat niet het geboortehuis van de componist is, heeft een verzameling oude muziekinstrumenten en documenten en een bibliotheek. Ook vinden er concerten plaats. Het Lutherhuis is een van de oudste vakwerkhuizen van de stad en is eveneens als museum ingericht.

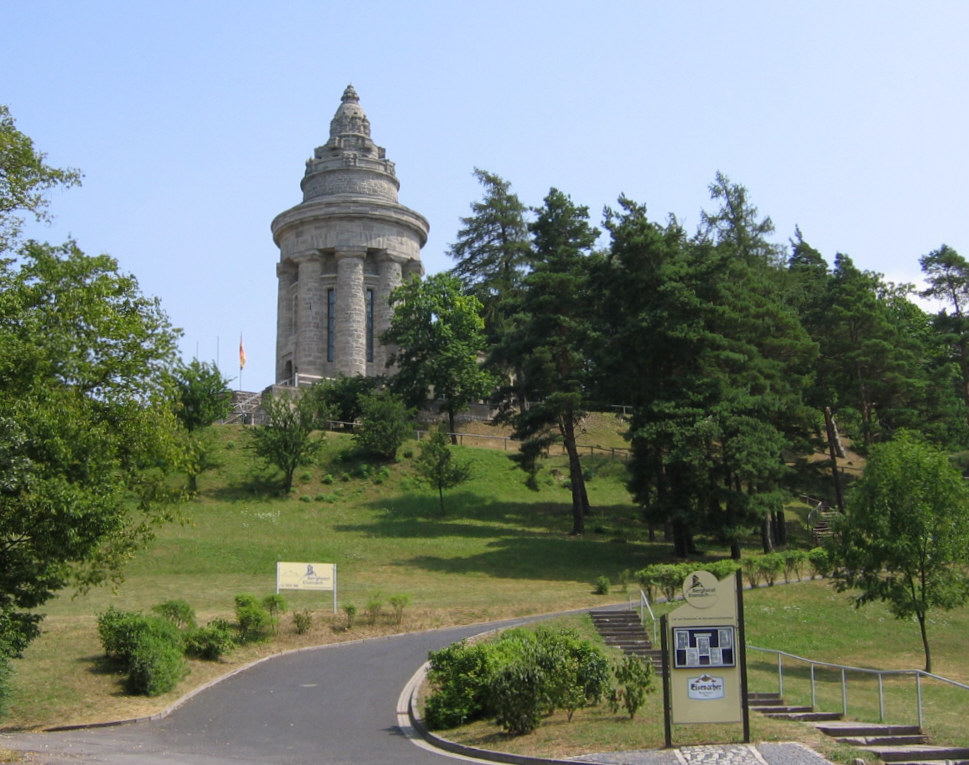
Het Burschenschaftsdenkmal, een monument aan Burschenschafters die gesneuveld zijn in oorlogen.

De Nikolaitor is het enig overgebleven deel van de middeleeuwse omwalling; de poort werd omstreeks 1180 gebouwd. Uit dezelfde tijd dateert de romaanse Nikolaikirche.

## Verkeer

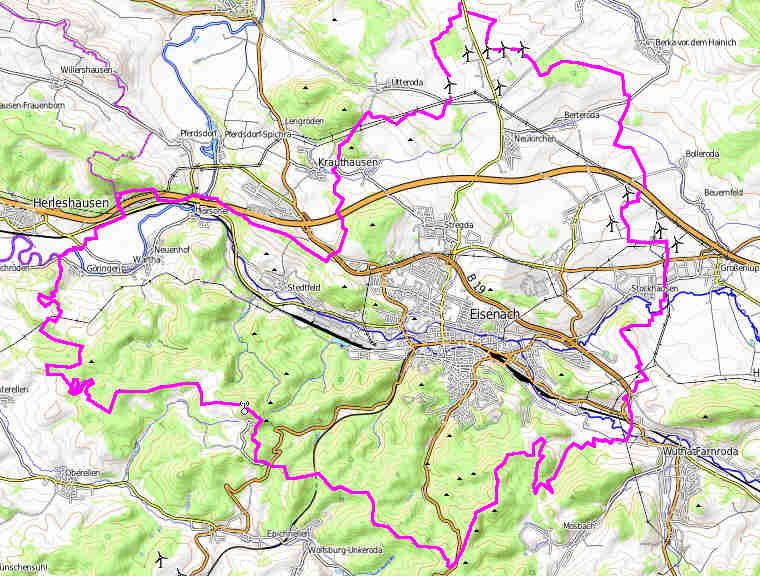
De wegen rondom  Eisenach

Eisenach ligt aan de historische Via Regia, die het Rijnland via Leipzig met Silezië verbindt. De functie van de oude handelsweg is bij Eisenach achtereenvolgens overgenomen door de Bundesstraße 7 en de Bundesautobahn 4, waarop de stad drie aansluitingen heeft.
Eisenach is sinds 1847 aangesloten op het spoorwegnet: in dat jaar bracht de Thüringische Eisenbahn-Gesellschaft  een verbinding met Erfurt tot stand, die thans deel uitmaakt van de Thüringer Bahn.
Van 1897 tot 1957 reden er trams in Eisenach. Enkele tramrails liggen er nog. Het plaatselijke busvervoer wordt verzorgd door de Kommunale Personennahverkehrsgesellschaft Eisenach mbH (KVG).

## Media
In Eisenach verschijnen plaatselijke edities van de Thüringische Landeszeitung (Weimar) en de Thüringer Allgemeine (Erfurt). Beide kranten behoren tot de Zeitungsgruppe Thüringen.

## Partnersteden
- Mahiljow (Wit-Rusland), sinds 1986
- Marburg (Duitsland), sinds 1988
- Sedan (Frankrijk), sinds 1991
- Waverly (Verenigde Staten), sinds 1992
- Skanderborg (Denemarken), sinds 1993
- Sárospatak (Hongarije), sinds 2008

## Geboren in Eisenach
- Johann Jacob Bach (1682-1722), hoboïst
- Johann Sebastian Bach (1685-1750), componist, organist, klavecinist, violist, muziekpedagoog en dirigent
- Johann Ernst Bach (1722-1777), componist en organist
- Sabine Bergmann-Pohl (1946), het laatste staatshoofd van de DDR
- Juliane Seyfarth (1990), schansspringster

## Demografie
| Peildatum             | 31.12.2009 | 31.12.2010 | 31.12.2011 | 31.12.2012 | 31.12.2013 | 31.12.2014 | 31.12.2015 | 31.12.2016 | 31.12.2017 | 31.12.2018 |            |
| --------------------- | ---------- | ---------- | ---------- | ---------- | ---------- | ---------- | ---------- | ---------- | ---------- | ---------- | ---------- |
| Inwoners              | 42.847     | 42.750     | 41.708     | 41.744     | 41.567     | 41.884     | 42.417     | 42.588     | 42.710     | 42.370     |            |
| Buitenlanders         | 1.632      | 1.672      | 998        | 1.169      | 1.339      | 1.653      | 2.344      | 2.862      | 3.365      | 3.475      |            |
| Aandeel buitenlanders | 3,8%       | 3,9%       | 2,4%       | 2,8%       | 3,2%       | 3,9%       | 5,5%       | 6,7%       | 7,9%       | 8,2%       |            |
| Peildatum             | 31.12.1998 | 31.12.1999 | 31.12.2000 | 31.12.2001 | 31.12.2002 | 31.12.2003 | 31.12.2004 | 31.12.2005 | 31.12.2006 | 31.12.2007 | 31.12.2008 |
| Inwoners              | 44.368     | 44.499     | 44.442     | 44.242     | 44.306     | 44.081     | 43.915     | 43.727     | 43.626     | 43.308     | 43.051     |
| Buitenlanders         | 1.078      | 1.214      | 1.265      | 1.385      | 1.424      | 1.456      | 1.513      | 1.629      | 1.663      | 1.611      | 1.623      |
| Aandeel buitenlanders | 2,4%       | 2,7%       | 2,8%       | 3,1%       | 3,2%       | 3,3%       | 3,4%       | 3,7%       | 3,8%       | 3,7%       | 3,8%       |